# Симферополь — Бахчисарай — Севастополь (автодорога)
Автодорога Симферополь — Бахчисарай — Севастополь — путь сообщения в Крыму, протяжённостью 66,4 км (в зависимости от выбранного маршрута может быть 80,9 км). В России имеет статус автомобильной дороги регионального значения и обозначения 35Р-001 (в Республике Крым) и 67Р-1 (в Севастополе, проходит вдоль Бельбекского водозабора и пересекает Шавринскую выемку), на Украине — статус национальной дороги и обозначение Н-06.
Дорога, от Симферополя, проходит в юго-западном направлении, по понижению между Внешней и Внутренней грядами Крымских гор, прересекая долины рек Западный Булганак, Альма и Кача. В долине последней лежит Бахчисарай, вокруг которого идёт объездная дорога. За Бахчисараем шоссе поворачивает к западу, постепенно спускаясь в долину Бельбека, следует вниз по ней, затем, у села Поворотное, изгибаясь под прямым углом, поднимается на Мекензиевы горы, за которыми следует спуск в Инкерман. В Инкермане, за устьем реки Чёрной, по серпантину Каменоломенного оврага, шоссе поднимается к окраине Севастополя.

## Примыкающие дороги
- Сразу за Симферополем влево от трассы уходит шоссе на Партизанское[6], к которому привязаны несколько сёл долин рек Чешмеджи (левый приток Салгира), верховий Альмы и её правого притока Саблынки; дорога «круговая» и вновь выходит на трассу у села Приятное Свидание.
- В Чистеньком — ответвляется одна из дорог (35Н-528[4], по украинской классификации С-0-11334[2]) в долину Булганака[8].
- В Новопавловке на восток уходит дорога 35К-019[4] в посёлок Научный (Крым)[6], на запад — дорога 35Н-019[4] на Песчаное (нижнее течение Альмы) (украинские Т-0116 и С-0-10202[2] соответственно).
- От Бахчисарая уходит куст дорог по району: 35Н-069[4] (она же С-0-10231[2]), 35Н-018[4] (С-0-10201) на Береговое; 35Н-064[4] (С-0-10226[2]) вверх по Каче и 35К-021[4] (Т-2701[2]) вниз по долине Качи на Орловку.
- У посёлка и станции Сирень, ответвляется 35К-020[4] (Т-0117[2]) Бахчисарай — Ялта[9].
- В Верхнесадовом на восток уходит дорога Верхнесадовое — Фронтовое — Красный Мак[10] (на территории Республики Крым имеет номер 35Н-066[4], С-0-10228[2] украинской классификации).
- У села Фруктовое на шоссе двухуровневая развязка, через которую следуют к аэропорту Бельбек и вниз по долине в Любимовку[11].
- На Мекензиевых горах с 2002 года работает развязка на объездную дорогу вокруг Инкермана (т. н. «Президентская дорога»)[12].

## История

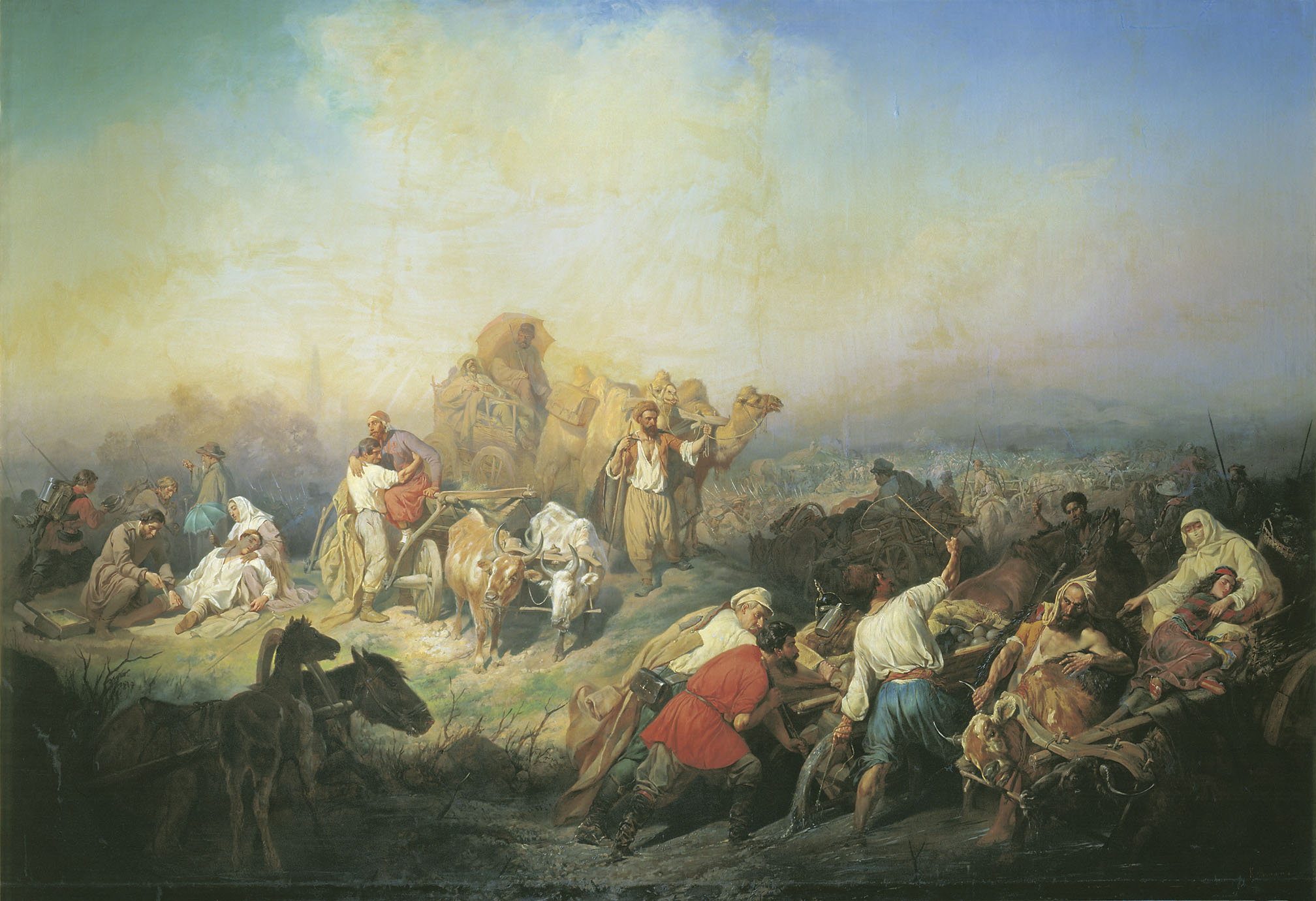
Филиппов К. Н. Военная дорога между Севастополем и Симферополем во время Крымской войны. 1858 год. Большая золотая медаль ИАХ.

Вероятно, торговый путь, соединяющий две местных столицы (от Херсонеса Таврического до Неаполя Скифского), примерно совпадающий с современным, существовал со времён до нашей эры. Первое же документальное описание, с росписью работ по обустройству нормальной (в тогдашнем понимании) дороги, содержится в ордерах князя Потёмкина от 1787 года: прокладывался путь для путешествия Екатерины II в Тавриду. Обратная дорога императрицы из Севастополя в Симферополь практически совпадает с современной. Путь Екатерины впоследствии был отмечен Екатерининскими милями, одна из которых сохранилась у шоссе, примерно в 1 километре от села Севастьяновки. Главное отличие «Потёмкинской» дороги от современной заключалось в том, что она начиналась (заканчивалась) на Северной стороне. В труде Петра Симона Палласа «Наблюдения, сделанные во время путешествия по южным наместничествам Русского государства в 1793—1794 годах» описывается часть пути до Бахчисарая на 1794 год: 
Путь до реки Алмы большей частью проходит по плоскогорью, но отчасти также и по приятным долинам с прекрасной зеленью; между известковых гор, особенно обрывистых с южной стороны и очень отдаленных одна от другой… …в низине долины переезжают ручей Булганак… В шестнадцати верстах от Ак-Мечети достигают Алмы в очень приятной открытой местности, чрезвычайно плодородной и усеянной многими деревнями. …и ручей Бадрак, переезжаемый после Алмы вслед за его впадением в эту речку. После того въезжают на высоты однообразно непрерывно тянущиеся до Бахчисарая.
 Паллас сообщает, что дорога по долине Бельбека через Дуванкой уже в те годы была «обычная, почтовая». Хотя в те годы путь вёл на Северную сторону, участок в Инкермане через долину реки Чёрной в виде «широкой мощёной, но очень испорченной» дороги уже существовал. Как и «совершенно разрушенный каменный мост» в котором три сводчатых пролёта были ещё целы, а четвёртый полуразрушен.
Только в 1820-х годах по проекту управляющего I-го отделения IV-го округа путей сообщения Карла Ивановича Потье была проложена хорошая грунтовая дорога, минующая Севастопольскую бухту (то есть, через Мекензиевы горы на Инкерман). К 1832 году были построены каменные мосты на Альме, Каче и реке Чёрной. При этом А. Л. Бертье-Делагард в статье 1888 года утверждал, что через реку Чёрная в 1830-х годах был построен деревянный мост с плотиной, который существовал и в его время. Уже на картах 1842 года показано шоссе, практически совпадающее с современным В «Списке населённых мест Таврической губернии по сведениям 1864 года» дорога называется «Севастопольское шоссе» и имеет 3 почтовые станции. Мария Сосногорова в путеводителе 1871 года пишет о плохом качестве дороги; также сообщает, что через Качу тогда существовал каменный мост. В дальнейшем дорога изменялась незначительно, на 1935 год состояние шоссе до Бахчисарая описывалось, как плохое, изрытое канавами, с небольшим числом хороших участков; следующий отрезок до Севастополя выглядел лучше. Летом регулярного пассажирского автомобильного сообщения до Бахчисарая не было, зимой иногда совершался 1 рейс в день. В послевоенные годы был уложен асфальт, построены объездные шоссе — в 1976 году вокруг Бахчисарая, в 1979 году — мимо Верхнесадового. В 1977 году проложена прямая трасса через Мекензиевы горы, оставив в стороне серпантины на подъёме и спуске. После строительства трассы Таврида, которая на данном участке проложена поверх дороги Симферополь — Севастополь, от прежней сохранился лишь участок от Мостового через Верхнесадовое— Инкерман